# Liste von Persönlichkeiten der Stadt Varnsdorf

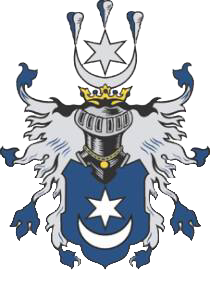
Wappen der Stadt Varnsdorf (deutsch Warnsdorf)

Die Liste der Persönlichkeiten der Stadt Varnsdorf in Tschechien enthält Personen, die in der Geschichte der Stadt Varnsdorf (deutsch Warnsdorf) eine bedeutende Rolle gespielt haben. Es handelt sich dabei um Persönlichkeiten, die hier geboren oder gestorben sind oder hier gewirkt haben.

## Ehrenbürger

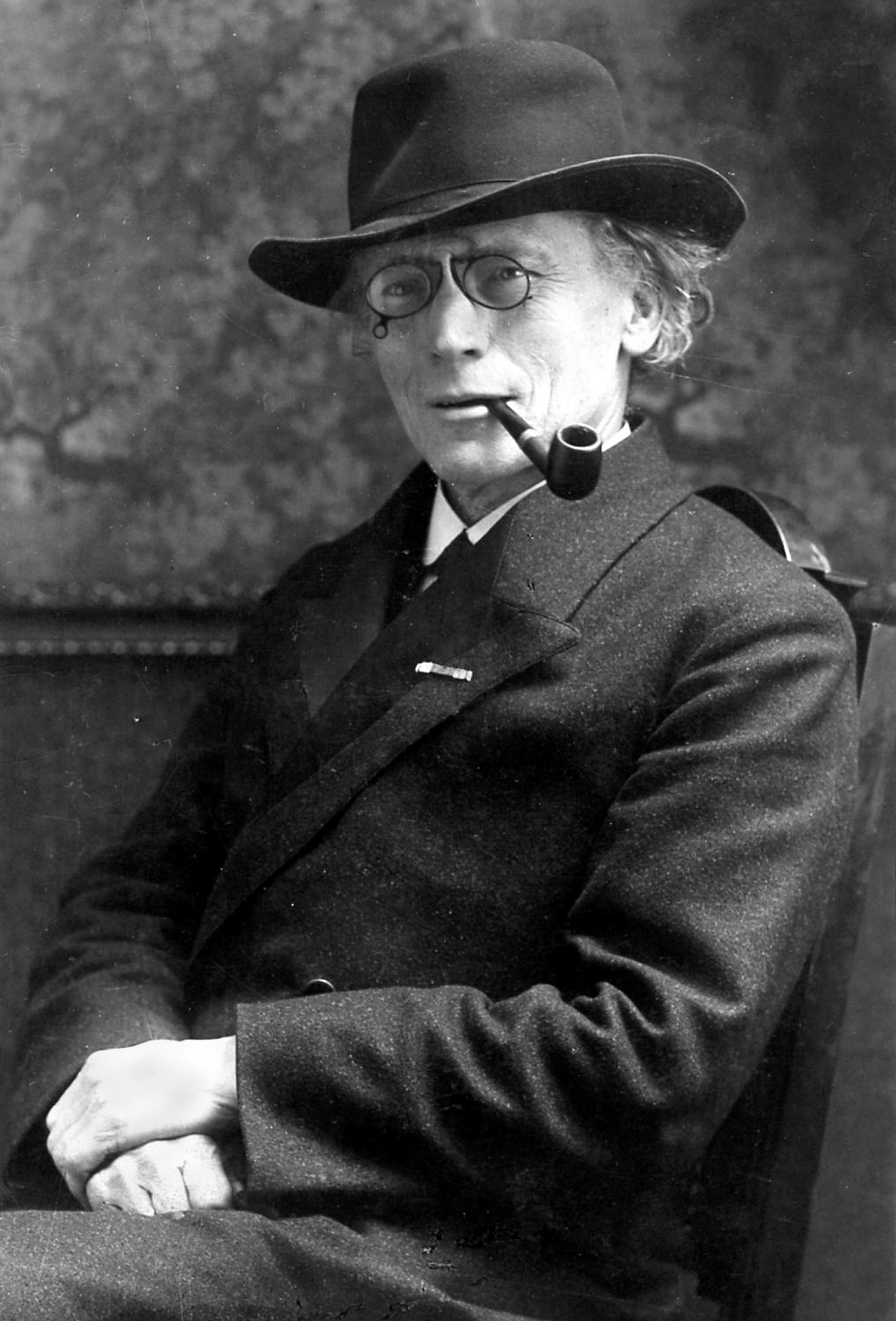
Bjarnat Krawc (um 1922)

- Bjarnat Krawc, deutsch Bernhard Schneider, geläufig auch die Verdoppelung des Nachnamens als Krawc-Schneider, (1861–1948),  sorbischer Komponist, Chordirigent, Musikpädagoge und Herausgeber von Musikliteratur

## Söhne und Töchter der Stadt
Die folgenden Personen sind in Varnsdorf bzw. Warnsdorf geboren. Ob sie ihren späteren Wirkungskreis hier hatten oder nicht, ist dabei unerheblich.

### Persönlichkeiten des Mittelalters und der Frühen Neuzeit

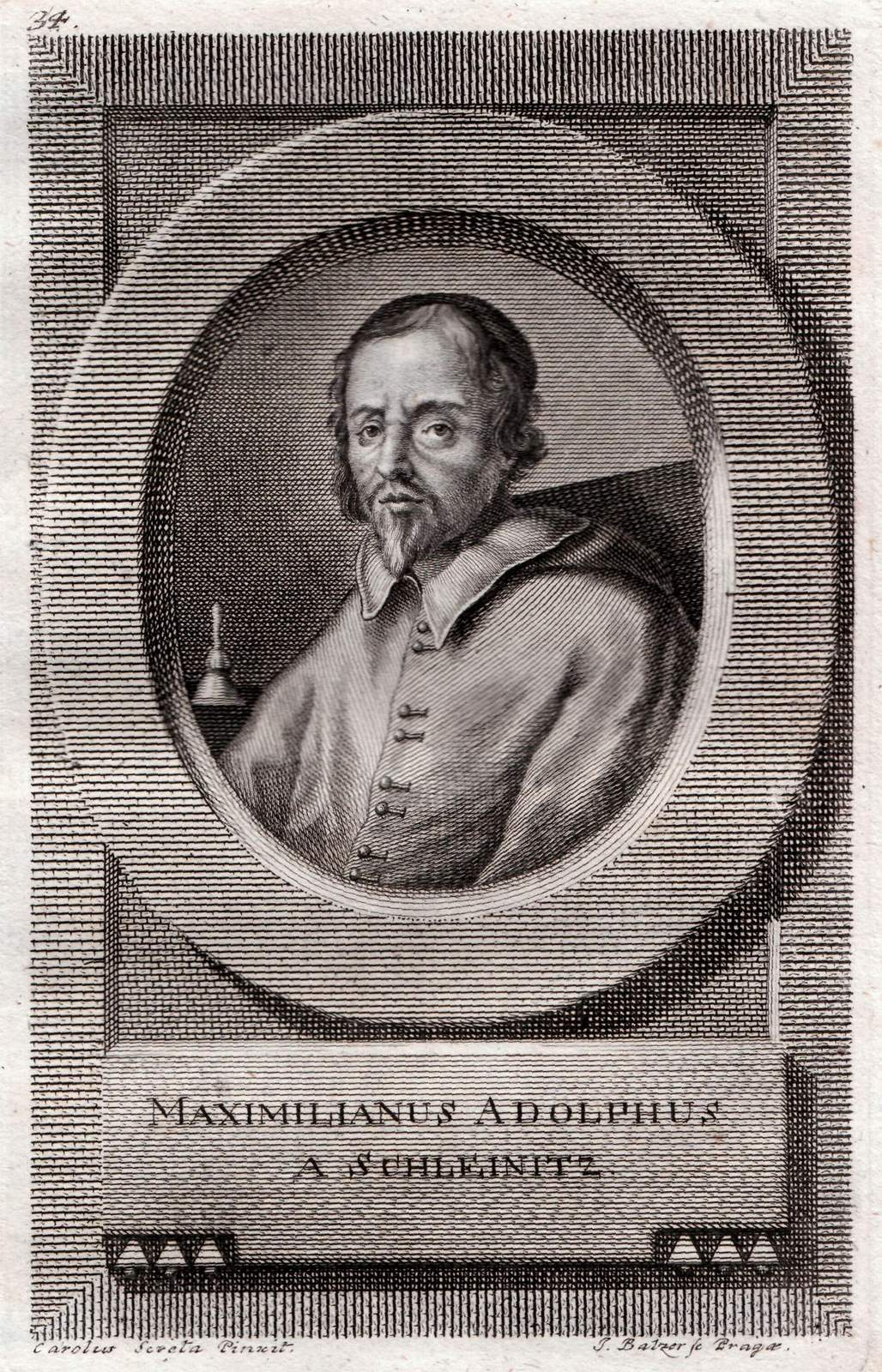
Maximilian Rudolf von Schleinitz (1772)

- Hans von Warnsdorf († nach 1489), Landeshauptmann der Grafschaft Glatz
- Maximilian Rudolf von Schleinitz (1606–1675), Bischof von Leitmeritz

### Persönlichkeiten des 19. Jahrhunderts
- Joseph Schubert (1754–1837), Violinist, Bratschist und Komponist
- Johann Vinzenz Reim (1796–1858), Zeichner und Kupferstecher
- Vincenz Pilz (1816–1896), Bildhauer
- Gustav Robert Groß (1823–1890), Politiker und Industrieller
- Julius Dörfel (1834–1901), Architekt
- Maria Magdalena Hampel (1839–nach 1876), Lehrerin für Kalligraphie, Musik und Malerei in Dresden und Erfinderin einer Scheibhand für Schreibkrämpfe
- Franz de Paula (1849–1911), Theaterschauspieler und -regisseur

### Persönlichkeiten des 20. Jahrhunderts

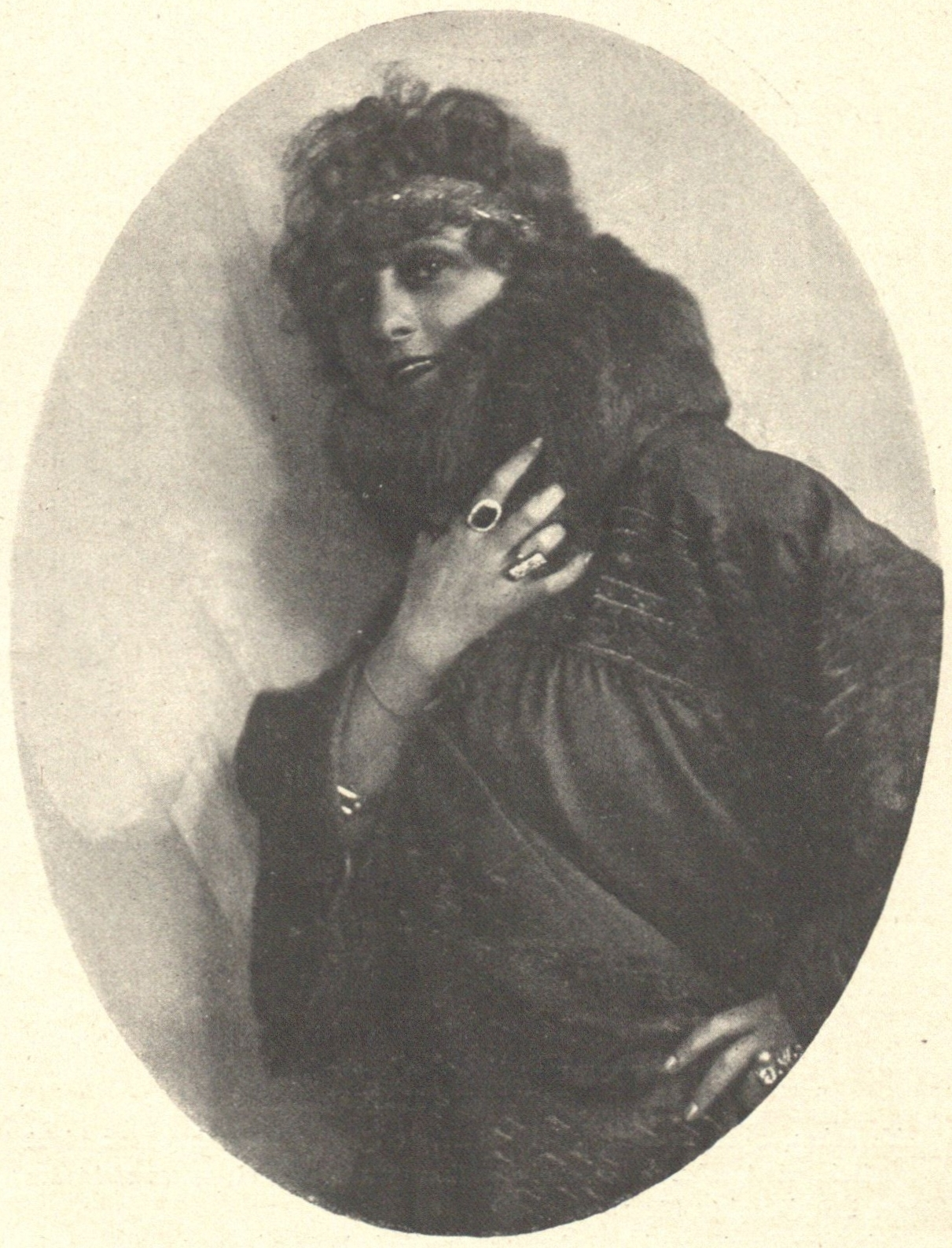
Mizzi Günther (1918)

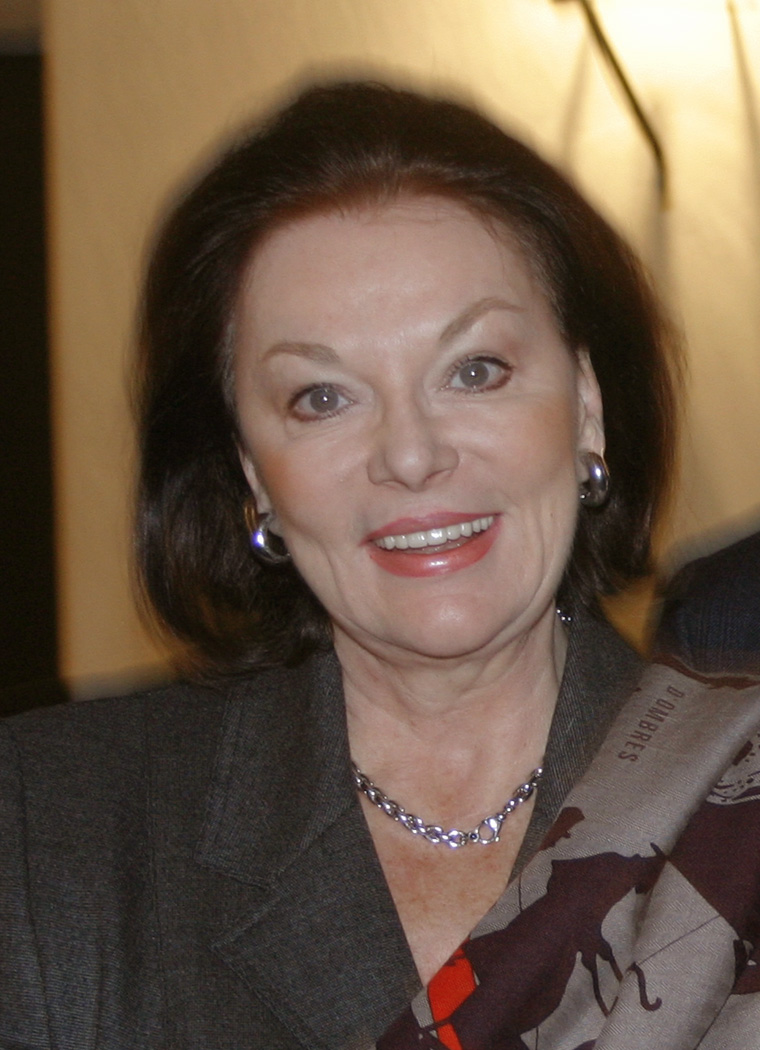
Evelyn Opela (2007)

- Mizzi Günther (1879–1961), Opern- und Operettensängerin (Sopran) sowie Theaterschauspielerin
- Reinhold Klaus (1881–1963), Maler, Grafiker und Buntglasmaler
- Heinrich Brandler (1881–1967), kommunistischer Politiker
- Reinhold Klaus (1881–1963), Maler, Grafiker und Buntglasmaler
- Hans Richter-Damm (1881–1937), Maler
- Erich Czech (1890–1966), Journalist
- Rudolf Gertler (1893–1960), Politiker (GB/BHE)
- Friedrich Bürger (1899–1972), Politiker (NSDAP) und SA-Standartenführer
- Julius Kunert (1900–1993), Textilindustrieller
- Rudolf Wittig (1900–1978), Bildhauer
- Friedrich Eisenkolb (1901–1967), Metallurg
- Robert Maresch (1903–1989), Politiker (GB/BHE, GDP, SPD)
- Gernot Zippe (1917–2008), Physiker und Erfinder einer Gaszentrifuge
- Peter Kien (1919–1944), jüdischer Künstler und Dichter
- Heinrich Pleticha (1924–2010), Schriftsteller
- Giselbert Hoke (1927–2015), Künstler
- Peter H. Feist (1928–2015), Kunsthistoriker
- Hans Ludwig (* 1929), Gynäkologe, Schriftsteller
- Leoš Suchařípa (1932–2005), Schauspieler, Übersetzer und Theatertheoretiker
- Walter Jaroschka (1932–2008), Archivar und Generaldirektor der Staatlichen Archive Bayerns
- Siegfried Rein (1936–2020), Paläontologe
- Karl Richter (* 1936), Philologe und Literaturwissenschaftler
- Wilfried Weigner (1936–2006), Sportschütze[1]
- Peter Hilsch (* 1938), Historiker, der sich besonders mit der Geschichte der böhmischen Länder im Mittelalter befasst
- Winfried Pilz (1940–2019), katholischer Priester und Liederautor
- Roswitha März, geb. Klaus (* 1940), Mathematikerin und Professorin für Numerische Mathematik
- Hans Jürgen Tschiedel (* 1941), Klassischer Philologe
- Ursula Staack (* 1943), Schauspielerin, Diseuse und Kabarettistin
- Evelyn Opela (* 1945), Schauspielerin
- Milan Hrabal (* 1954), Schriftsteller
- Kristina Kaiserová (* 1956), Historikerin

### Persönlichkeiten des 21. Jahrhunderts
- Roman Golombek (* 1976), deutscher Politiker (AfD)
- Jan Beneš (* 1982), Fußballspieler
- Martin Cikl (* 1987), Skispringer

## Personen, die in Varnsdorf (Warnsdorf) verstorben sind
- Ambros Opitz (1846–1907), Theologe und Verleger
- Bjarnat Krawc (1861–1948), sorbischer Komponist und Dirigent, lebte ab 1945 in Varnsdorf
- Arno Plauert (1876–1937), Industrieller im Maschinenbau

## Personen mit Bezug zur Stadt

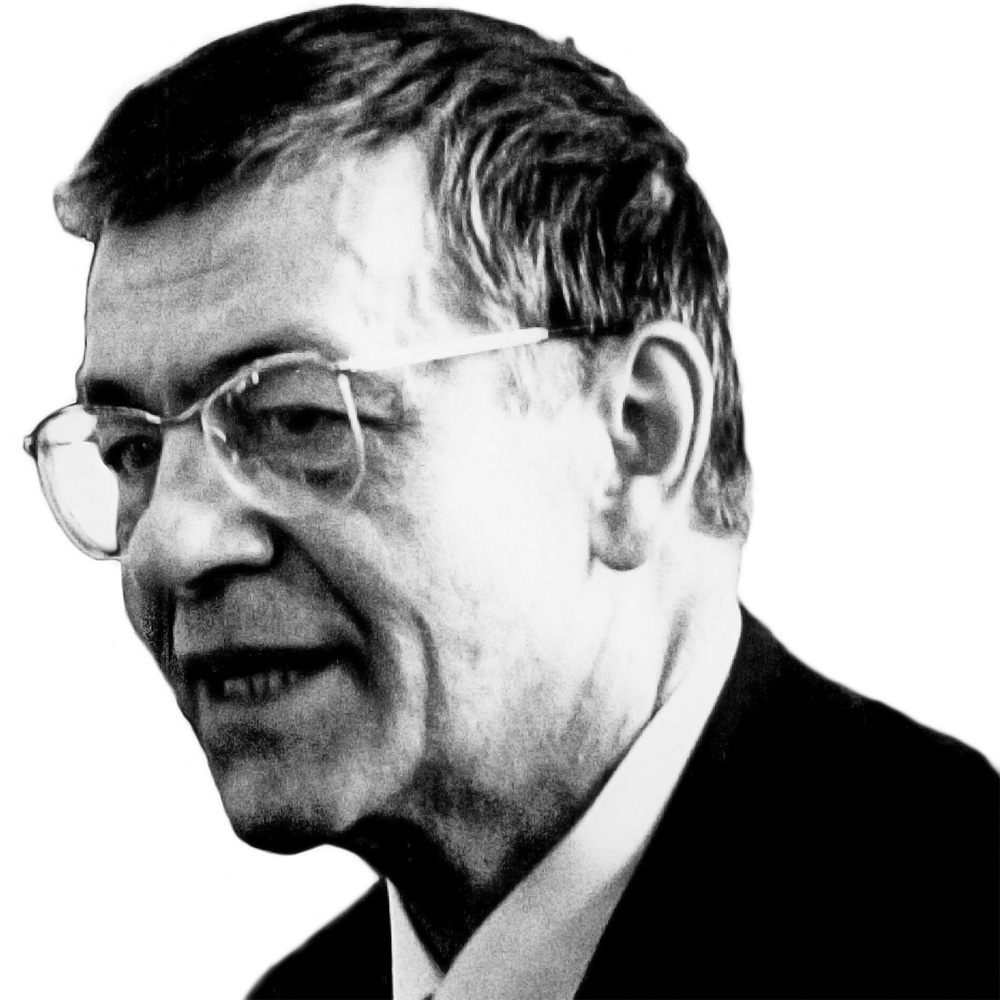
Peter Weiss (1982)

- Rudolf Sternad (1880–1945), Miniaturmaler und Lithograf, arbeitete in der Lithographischen Anstalt Warnsdorf
- Hugo Siegmüller (1889–1958), Maler, Grafiker (Landschaftsmalerei sowie Wintersportmotive) und Lehrer in Warnsdorf
- Anton Konrad Zippe (1889–1964), Pädagoge und Politiker, absolvierte die Fachschule für Weberei und Zeichnen in Warnsdorf
- Peter Weiss (1916–1982), Schriftsteller, Maler und Experimentalfilmer, lebte von 1936 bis 1937 in Varnsdorf
- Jan Wornar (1934–1999), sorbischer Schriftsteller, besuchte in Varnsdorf die Schule
- Hanka Faßke (1935–2002), sorbische Volkskundlerin und Slawistin, besuchte in Varnsdorf das Gymnasium
- Jurij Koch (* 1936), sorbischer Schriftsteller, besuchte in Varnsdorf das Gymnasium
- Zbyněk Busta (* 1967), ehemaliger tschechischer Fußballspieler und seit 2008 Fußballtrainer bei SK Slovan Varnsdorf
- Josef Obajdin (* 1970), Fußballspieler, 2005 bei SK Slovan Varnsdorf
- Karel Urbánek (1972–2007), Fußballspieler, ab 2001 bei SK Slovan Varnsdorf
- Lukáš Kohout (* 1983), Betrüger, Hochstapler und Politiker, wuchs in Varnsdorf auf und besuchte eine Sonderschule
- Ladislav Grubhoffer (* 1984), Fußballspieler, von 2006 bis 2010 bei SK Slovan Varnsdorf
- Karel Vrabec (* 1984), Fußballspieler, von 2008 bis 2009 bei SK Slovan Varnsdorf